# Riquilda de Dinamarca

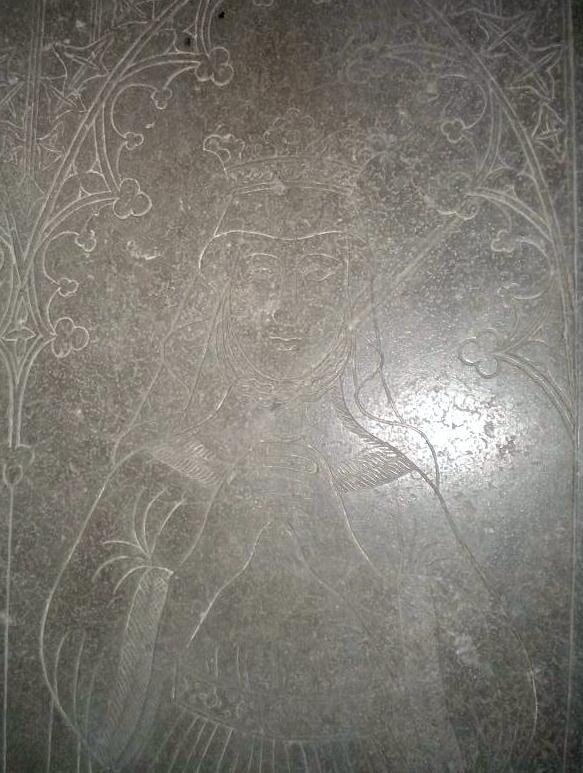
Lage tumular da rainha Riquissa em Varnhem, na Suécia

Riquilda da Dinamarca (em sueco: Rikissa av Danmark; Roskilde, c. 1178 – Ringsted, 8 de maio de 1220) foi a rainha consorte de Érico X da Suécia (Erik Knutsson) entre 1210 e 1216. Era filha de Valdemar I da Dinamarca e de Sofia de Minsque.
Teve como filhos:
- Sofia – Esposa de Henrique II de Rostoque
- Mariana – Princesa da Pomerânia
- Ingeborga – Esposa do conde Birger
- Érico XI da Suécia – Rei da Suécia

Após a morte do seu marido – o rei Érico X da Suécia – Riquilda regressou à Dinamarca, onde faleceu em 1220, tendo sido sepultada em Ringsted, na Igreja de São Benedito.